# إنزيم الوستيري
إنزيم الوستيري الأنزيمات الأنطوائية هي عبارة عن إنزيمات  تغير مجموعتها  التركيبية عند ارتباطها.بمستجيب، مما ينتج عنه  تغير واضح في تقارب الارتباط  موقع الربط  بجند  مختلف هذا «العمل عن بعد» من خلال ربط واحد من الربيطة  التي تؤثرعلى ارتباط  آخر في موقع مختلف بشكل واضح، هو جوهر مفهوم.
يلعب (الوستري) دورًا حاسمًا في العديد من العمليات البيولوجية الأساسية، بما في ذلك على سبيل المثال لا الحصر، تشوير الخلايا وتنظيم التمثيل الغذائي.
لا يجب أن تكون إنزيمات الأويستيمر الاوليغومرات كما كان يُعتقد  سابقًا، وفي الواقع، أثبتت العديد من الأنظمة التلوُّث داخل الإنزيمات المفردة.
في الكيمياء الحيوية، يكون التنظيم الزائد (أو التحكم المطبق) هو تنظيم البروتين عن طريق ربط جزيء مستجيب في موقع آخر غير موقع الإنزيم النشط.
يُطلق على الموقع الذي يرتبط به المُستعمِر الموقع الزائد. تسمح مواقع (الوستريك) للمستجيبين بالارتباط بالبروتين، مما يؤدي في كثير من الأحيان إلى التغير في التوافقية التي تشمل ديناميكيات البروتين. ويشار إلى المنشطات التي تعزز نشاط البروتين كمنظفات زائدة، في حين تسمى تلك التي تقلل من نشاط البروتينات مثبطات (الوستريك).
اللوائح الفوقية هي مثال طبيعي على حلقات التحكم، مثل التغذية المرتدة من المنتجات النهائية أو التغذية من ركائز المنبع. يعد اللويستري طويل المدى مهمًا بشكل خاص في تشوير الخلية. كما أن اللوائح الضامة (الوستريك) مهمة بشكل خاص في قدرة الخلية على ضبط نشاط الإنزيم.
مصطلح (الوستيري) يأتي من (الوس) باليونانية ἄλλος   
هذا في إشارة إلى حقيقة أن الموقع التنظيمي لبروتين الوستري متميز فعليًا عن موقعه النشط.
هذا في إشارة إلى حقيقة  أن الموقع التنظيمي لبروتين (الوستريك) متميز فعليًا عن موقعه النشط.
قد يكون محفز البروتين (الإنزيم) جزءًا من مركب متعدد الوحدات أو قد يرتبط بشكل عابر أو دائم بعامل مساعد (مثل أدينوسين ثلاثي الفوسفات).
الحفز من التفاعلات الكيميائية الحيوية أمر حيوي بسبب معدلات التفاعل منخفضة جدا من ردود فعل (انساليسايد). المحرك الرئيسي لتطور البروتين هو تحسين مثل هذه الأنشطة التحفيزية عبر ديناميكيات البروتين.
في حين أن الإنزيمات التي لا تحتوي على نطاقات / وحدات فرعية مقترنة تعرض حركية ميكايلس مينتين العادية، فإن معظم الأنزيمات الألترازية لها نطاقات / وحدات فرعية متعددة  مقترنة وتظهر لها  روابط  تعاونية.
وبصفة عامة، فإن مثل هذه التعاونيات تؤدي إلى إنزيمات إنستروية  تظهر اعتمادًا سينيًا على تركيز ركائزها في أنظمة تعاونية إيجابية.
وهذا يسمح لمعظم الإنزيمات الأنطوائية أن تختلف اختلافاً كبيراً في إنتاج حافز الاستجابة للتغيرات الصغيرة في تركيز المستجيب.
قد تسبب جزيئات المجس، والتي قد تكون ركيزة نفسها (المؤثرات المناعية) أو بعض الجزيئات الصغيرة الأخرى (المستجيب غير المتجانس)، أن يصبح الإنزيم أكثر نشاطًا أو أقل نشاطًا من خلال إعادة توزيع المجموعة بين الألفة الأعلى وحالات التقارب الأدنى.
عادةً ما تكون مواقع الارتباطات الخاصة بالمؤثرات غيرية التغذية، والتي تسمى بالمواقع اللاصقة، منفصلة عن الموقع النشط مع اقتران الديناميكا الحرارية.
توفر قاعدة بيانات (الوستريك) موردًا مركزيًا للعرض والبحث والتحليل للهيكل والوظيفة والتعليقات ذات الصلة للجزيئات الأويضية، بما في ذلك الإنزيمات الأنودية والمغناطيسية الخاصة بها.  يشرح كل إنزيم مع وصف تفصيلي للتأطير، والعمليات البيولوجية والأمراض ذات الصلة، وكل مغوٍ ذو صلة ملزمة، وخصائص فيزيائية كيميائية ومنطقة علاجية.

### الخصائص الحركية
إن الهيموجلوبين، وإن لم يكن إنزيمًا، هو المثال الأساسي لجزيء بروتين (الوستريك) - وهو واحد من أقدم البدائل التي يحل بها تركيبها البلوري (بواسطة ماكس بيروتز).
في الآونة الأخيرة، أصبح انزيم كولاي الاسبيرتي مثال جيد آخر لتنظيم (الوستريك).
غالباً ما يتم تفسير الخواص الحركية للأنزيمات (الوستريك) من حيث حدوث تغير في التوافق بين حالة «متوترة» منخفضة النشاط أو منخفضة الألفة أو حالة (ت) ونشاط (ر)أو (ر) عالي النشاط.
وقد ثبت أن هذه الأنزيمات المتميزة هيكليًا موجودة في العديد من الإنزيمات الأنودية المعروفة. ومع ذلك، فإن الأساس الجزيئي للتحويل بين الدولتين ليس مفهوما جيدا. تم اقتراح نموذجين رئيسيين لوصف هذه الآلية: «النموذج المنسق» من مونود، وايمان، وتغييروكس، و «النموذج المتسلسل» لكوشلاند، نيميثي، وفيلمر.
في النموذج المنسق، يعتقد أن البروتين يحتوي على دولتين عالميتين «كليًا أو لا شيء». ويدعم هذا النموذج عن طريق التعاون الإيجابي حيث يزيد الارتباط ليجند واحد من قدرة الإنزيم على الارتباط بمزيد من الترابطات. هذا النموذج غير مدعوم من قبل التعاون السلبي حيث يفقد أحد الروابط ليجعل الإنزيم أكثر سهولة.
في النموذج المتسلسل هناك العديد من حالات التوافق / الطاقة العالمية المختلفة. ويؤدي تجليد رابطة واحدة إلى تغيير الإنزيم بحيث يمكن ربط المزيد من الترابطات بسهولة أكبر، أي في كل مرة يربط رابطًا يجند ربطًا آخرًا.
لا يشرح أي من النموذجين بالكامل الربط التجسيدي. قد يؤدي الاستخدام المشترك الحديث للتقنيات الفيزيائية (على سبيل المثال، علم البللوريات بالأشعة السينية وتناثر المحاليل الصغيرة للأشعة السينية أوساكس) والتقنيات الوراثية (الطفرات الموجّهة نحو المواقع أو س د م) إلى تحسين فهمنا لعملية التخصيب.